# Hanns Vogts
Johannes Joseph Vogts, genannt Hanns Vogts, Pseudonyme: H. de Boer, Georg Kemmel, Joh. Chr. Voigt (* 2. Dezember 1900 in Mönchengladbach; † 20. Juni 1976 in Freudenstadt) war ein deutscher Schriftsteller.

## Leben
Hanns Vogts absolvierte nach dem Besuch der Volksschule von 1915 bis 1921 die Lehrerbildungsanstalt in Odenkirchen. Anschließend arbeitete er für kurze Zeit als Handlungsgehilfe in einer Mönchengladbacher Firma. Von 1922 bis 1924 wirkte er als Hauslehrer und Privatsekretär für den Autor Georg Kaiser in Grünheide bei Berlin; von 1924 bis 1933 war er Lehrer an der weltlichen Schule in Lintfort/Niederrhein. Seit Beginn der Dreißigerjahre engagierte er sich für die KPD und lieferte Beiträge für linke Zeitschriften wie z. B. Die Linkskurve und Die neue Bücherschau. Nach der „Machtergreifung“ der Nationalsozialisten wurde er 1933 aus dem Schuldienst entlassen. Vogts floh in die Niederlande, wo er unter dem Namen „H. de Boer“ für die in Amsterdam erscheinende antifaschistische Zeitschrift Das freie Wort schrieb.
1934 kehrte Hanns Vogts nach Deutschland zurück. Er hielt sich zuerst in Andernach auf, wo er offiziell als Arbeitsloser lebte, daneben aber diverse Tätigkeiten ausübte. Von 1937 bis 1939 war er Lehrer an einer Privatschule im mecklenburgischen Zarrentin und ab 1939 an einer privaten Höheren Handelsschule in Calw/Schwarzwald. 1941 wurde er aus Tarnungsgründen Mitglied der NSDAP. Nachdem er 1943 für kurze Zeit zur Wehrmacht eingezogen, dann aber aus gesundheitlichen Gründen wieder entlassen worden war, organisierte und leitete er in Calw eine Widerstandsgruppe. Nach dem 20. Juli 1944 erfolgte eine Anzeige gegen Vogts, die jedoch keine strafrechtlichen Konsequenzen nach sich zog. 
Nach dem Ende des Zweiten Weltkriegs war Vogts bis zu seinem Austritt 1950 Mitglied der KPD und gehörte dem Stadtrat von Calw an. 1947 gründete Vogts mit anderen den Pan-Verlag in Wildbad, für den er auch als Lektor tätig war. Ab 1951 lebte er als freier Schriftsteller in Freudenstadt. Seine Klage auf Wiedergutmachung und Wiedereinstellung in den Staatsdienst wurde 1959 endgültig abgelehnt.
Hanns Vogts war Verfasser von Jugendbüchern, Gedichten und Theaterstücken. Sein umfangreicher Nachlass, der u. a. auch die unveröffentlichten expressionistischen Dramen aus den 1920ern umfasst, ruht im Stadtarchiv Mönchengladbach.

## Werke
- Elf Jungens und ein Fußball, Wildbad 1947
- Und es wird Abend und Morgen, Wildbad 1948
- Robinson am Rhein, Darmstadt 1951
- Und wir leben auf der Erde, Wildbad im Schwarzwald 1952
- Start ins Leben, Berlin 1954
- Tätowierter Tag, Wiesbaden 1970

## Herausgeberschaft
- Ernst Toller: Die Maschinenstürmer, Berlin 1929.